# Caterina Fontova
Caterina Fontova i Planes (Barcelona 1866 — Buenos Aires, Argentina 1924) va ser una actriu de teatre catalana, filla de l'actor Lleó Fontova i Mareca i Catalina Planes i germana dels músics Lleó i Conrad.

## Trajectòria professional
- 1878, 27 de juliol. En el paper d'Eusebi a l'obra El mestre de minyons de Josep Feliu i Codina. Estrenada al teatre del Bon Retir de Barcelona.
- 1880, 9 de novembre. En el paper de Conxita a l'obra El dir de la gent de Frederic Soler. Estrenada al teatre Romea de Barcelona.
- 1881, 11 gener. En el paper de Roseta a l'obra A Ca la sonàmbula de Josep Feliu i Codina. Estrenada al teatre Romea de Barcelona.
- 1882, 7 de novembre. En el paper d'Antonet a l'obra El timbal del Bruc de Frederic Soler. Estrenada al teatre Romea de Barcelona.
- 1883, 17 d'abril. En el paper de Ramona a l'obra La nit de nuvis de Joan Molas i Casas. Estrenada al teatre Romea de Barcelona.
- 1883, 13 novembre. En el paper de Margarida a l'obra El gra de mesc de Josep Feliu i Codina. Estrenada al teatre Romea de Barcelona.
- 1884, 16 d'octubre. En el paper de Lola Valentí a l'obra El trinc de l'or de Frederic Soler. Estrenada al teatre Romea de Barcelona.
- 1884, novembre. El joc dels disbarats de Teodor Baró. Estrenada al teatre Romea de Barcelona.
- 1885, 10 de desembre. En el paper de Clareta a l'obra La raó del pont de Lleida de Lleó Fontova. Estrenada al teatre Romea de Barcelona.
- 1886, 2 de maig. En el paper de Fadrina a l'obra El rústic "Bertoldo" de Frederic Soler. Estrenada al teatre Romea de Barcelona.
- 1886, 21 de maig. En el paper d'Helena, 16 anys a l'obra El lliri d'aigua de Frederic Soler. Estrenada al teatre Romea de Barcelona.
- 1887, 8 de març. En el paper de Coloma) a l'obra La vivor de l'estornell, original de Frederic soler, estrenada al teatre Romea de Barcelona.
- 1887, 17 de novembre. En el paper de Cecília a l'obra L'espurna de Joaquim Riera i Bertran. Estrenada al teatre Romea de Barcelona.
- 1890, 14 d'octubre. En el paper de Marineta, cambrera a l'obra Sogra i nora de Josep Pin i Soler, estrenada al teatre Novetats de Barcelona.
- 1890, 2 de desembre. En el paper de Gila a l'obra La sala d'espera, original d'Àngel Guimerà. Estrenada al teatre Novetats de Barcelona.